# Maria Farandouri
Maria Farandouri (eller Maria Farantouri, græsk: Μαρία Φαραντούρη, født i Athen 28. november 1947) er en græsk sanger der er kendt i hele verden. Hun har udgivet mere end 50 soloalbums og har arbejdet sammen med bl.a. Mikis Theodorakis og Zülfü Livaneli.

## Diskografi
- 1966 I ballada tou Mauthausen (The Mauthausen Ballad) (Mikis Theodorakis – Iakovos Kambanellis)
- 1970 Katastasi Poliorkias, (State of Siege) (Mikis Theodorakis – Rena Chatzidaki)
- 1971 Theodorakis diefthini, Theodorakis 2 (Theodorakis Conducts Theodorakis 2)
- “Romancero Gitano” & “Mythology” (Mikis Theodorakis – Federico Garcia Lorca & George Seferis)
- 1971 John Williams & Maria Farantouri: Theodorakis Songs of Freedom
- “Romancero Gitano” – 3 Songs (Mikis Theodorakis – Federico Garcia Lorca e.a)
- 1974 Mikis Theodorakis & Maria Farantouri (Mikis Theodorakis – different poets)
- 1974 Greek popular music
- 1974 Arkadia 6 & 8 (Mikis Theodorakis – Mikis Theodorakis & Manolis Anagnostakis )
- 1974 I Ellada tou Miki Theodoraki (Greece of Mikis Theodorakis) Mikis Theodorakis – different
- 1975 O ilios ke o Chronos (Sun and Time) Mikis Theodorakis – Mikis Theodorakis
- 1975 I megali agripnia Eleni Karaindrou – K.H.Myris
- 1975 Canto General Mikis Theodorakis – Pablo Neruda
- 1975 Ta negrika , Manos Loisos – Yannis Negrepontis
- 1977 Tragoudia diamartirias, Victor Jara, Violetta Parra, Carlos Puebla, Franco Corliano and others
- 1979 Farantouri sings Bertolt Brecht, Hans Eisler & Kurt Weill – Bertolt Brecht
- 1979 I gitonies tou kosmou, Mikis Theodorakis – Yannis Ritsos
- 1979 Ligo akoma – Lieder aus Griechenland, forskellige kunstnere
- 1979 Maria Farantouri Live
- 1980 I agapi ine o fovos (The Love Is the Fear) ,Michalis Grigoriou – Manolis Anagnostakis
- 1980 I epochi tis Melissanthis, Manos Chatzidakis – Manos Chatzidakis
- 1981 Canto General, Mikis Theodorakis – Pablo Neruda
- 1981 O epivatis, Mikis Theodorakis – Kostas Tripolitis
- 1982 Maria Farantouri sings Zülfü Livaneli, Zülfü Livaneli – Lefteris Papadopoulos & Nazim Hikmet
- 1984 Maria Farantouri Söylüyor (Live), Zülfü Livaneli – Lefteris Papadopoulos & Nazim Hikmet
- 1985 Maria Farantouri Live in Olympia Paris
- 1988 Skotini mitera, Manos Chatzidakis – Nikos Gatsos
- 1990 Greatest Hits
- 1991 17 Songs, Vangelis, Nicola Piovani, Michel Legrand, Lucio Dalla, Kurt Weill and others – Leo Brouwer
- 1994 Veatriki stin odo Miden (Beatrice on the Zero Street), Mikis Theodorakis – Dionissis Karatzas
- 1995 Maria Farantouri sings Lucio Dalla, Lucio Dalla – G. Spyropoulos
- 1996 I Maria Farantouri tragouda Miki Theodoraki, Mikis Theodorakis – various
- 1996 Otan petane i gerani – Wenn die Kraniche ziehen, various